# Geher-Länderkampf der Männer 1988 BR Deutschland – Frankreich
| 20. Leichtathletik-Länderkampf mit bundesdeutscher Beteiligung 1988 | 20. Leichtathletik-Länderkampf mit bundesdeutscher Beteiligung 1988 |
| ------------------------------------------------------------------- | ------------------------------------------------------------------- |
|                                                                     |                                                                     |
| Gehervergleich der Männer BR Deutschland – Frankreich               |                                                                     |
| Austragungsort                                                      | Ahlen                                                               |
| Wettbewerbe                                                         | 1                                                                   |
| Datum                                                               | 3./4. September                                                     |
| 1. FRA 2. FRG                                                       | 31 Punkte 13 Punkte                                                 |
| Chronik                                                             |                                                                     |
| ← FRG-FRA-URS 7kampf 00Jahrg. 1965 u. jünger (F)                    | FRG-FRA Geher (F) →                                                 |

Im zwanzigsten Vergleich des Länderkampfjahres 1988 traten zum zweiten Mal in dieser Saison die Geher zu einem Länderkampf an. Am 3./4. September trafen die Männer dabei auf Frankreich. Austragungsort war die münsterländische Stadt Ahlen. Neun Begegnungen hatte es zwischen den Gehern beider Nationen in Zweiländerkämpfen bisher gegeben, die letzte hatte 1985 stattgefunden. Fünf Mal hatte Deutschland, vier Mal Frankreich gesiegt. Darüber hinaus waren die beiden Teams mehrfach unter Beteiligung weiterer Länder mit unterschiedlichen Ausgängen aufeinander getroffen.
Auch die Geherinnen trugen am selben Tag und selben Ort einen Länderkampf aus.

## Modus
Ausgetragen wurden zwei Wettbewerbe auf der Straße, der kürzere über 20.000 Meter als Bahnwettkampf, der längere über 35 Kilometer auf der Straße. Je Land und Disziplin konnten vier Geher antreten, von denen die drei Besten in die Wertung kamen. Der Sieger erhielt sieben Punkte, für den Zweitplatzierten wurden fünf Punkte vergeben, für den Drittplatzierten vier Punkte, für den Viertplatzierten drei, für den Fünftplatzierten zwei Punkte usw.

## Ergebnis
In der Einzelwertung gab es auf beiden Distanzen französische Doppelsiege, über 35 Kilometer lagen sogar drei Franzosen vorn. So musste die bundesdeutsche Mannschaft hier in Ahlen mit dreizehn zu 31 Punkten eine herbe Niederlage einstecken.

## Resultate

### 20.000-m-Bahngehen
| Platz | Athlet             | Land | Zeit (h)  |
| ----- | ------------------ | ---- | --------- |
| 1     | Jean-Claude Corre  | FRA  | 1:24:32,3 |
| 2     | Thierry Toutain    | FRA  | 1:25:06,6 |
| 3     | Alfons Schwarz     | FRG  | 1:25:08,0 |
| 4     | Dominique Guebey   | FRA  | 1:26:01,5 |
| 5     | Alain Lemercier    | FRA  | 1:27:02,3 |
| 6     | Franz-Josef Weber  | FRG  | 1:27:17,1 |
| 7     | Wolfgang Wiedemann | FRG  | 1:28:53,0 |
| 8     | Andreas Hühmer     | FRG  | 1:33:59,3 |

Datum: 4. September

### 35-km-Straßengehen
| Platz | Athlet                | Land | Zeit (h) |
| ----- | --------------------- | ---- | -------- |
| 1     | Eric Neisse           | FRA  | 2:34:28  |
| 2     | Jean-Marie Neff       | FRA  | 2:36:01  |
| 3     | René Piller           | FRA  | 2:36:02  |
| 4     | Robert Mildenberger   | FRG  | 2:42:02  |
| 5     | Volkmar Scholz        | FRG  | 2:43:03  |
| 6     | Detlef Heitmann       | FRG  | 2:50:46  |
| 7     | Jean-Olivier Brosseau | FRA  | 2:51:12  |
| 8     | Rainer Driesen        | FRG  | 2:53:12  |

Datum: 3. September